# Dove sono i colori
Dove sono i colori è una canzone interpretata da Alessandra Amoroso, prodotta da Dado Parisini e scritta da Federica Camba e Daniele Coro. È il quarto singolo estratto dal secondo album di Alessandra Amoroso, Il mondo in un secondo, nonché decimo in totale della cantante.

## Il brano
Il brano è stato incluso e presentato durante il tour "Il mondo in un secondo". La canzone si è classificata seconda in un sondaggio promosso da Sky per la scelta della hit dell'estate 2011.
Il brano viene inserito nella compilation Radio Italia Top Estate 2011.
Nel 2015 viene incisa la versione spagnola del brano, dal titolo Donde estàn los colores, contenuta nell'album Alessandra Amoroso.

## Il video
Dal 1º al 5 giugno 2011 in anteprima per MTV viene pubblicato il videoclip della canzone. Il video è stato girato a Londra e Roma da Roberto "Saku" Cinardi, con la produzione e regia di Marco Salom per Angel Film. Nel video l'Amoroso fa da narratrice e la storia racconta di due giovani, i quali dopo essersi incontrati riscoprono i colori della vita.

## Tracce
Download digitale
1. Dove sono i colori – 3:51 (Federica Camba e Daniele Coro)